# Federico Bricolo

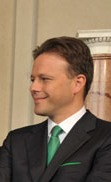
Federico Bricolo

Federico Bricolo (* 13. Juli 1966 in Verona) ist ein italienischer Politiker der Lega Nord.

## Leben
Von 2001 bis 2008 war Bricolo Abgeordneter in der Camera dei deputati. Vom 23. April 2005 bis 17. Mai 2006 war Bricolo Unterstaatssekretär im Italienischen Verkehrsministerium.  Seit 2008 ist Bricolo Senator des Senato della Repubblica. Bricolo ist seit 2008 Mitglied der Parlamentarischen Versammlung des Europarates.